# Agordat (incrociatore)
L'Agordat è stato un incrociatore torpediniere della Regia Marina, successivamente riclassificato esploratore e cannoniera.

## Storia

### I primi anni
Costruito tra il 1897 ed il 1900 nei cantieri di Castellammare di Stabia su progetto del generale del Genio Navale Nabor Soliani, l'incrociatore si distingueva dal gemello Coatit per la maggiore altezza dei fumaioli. Il principale problema dell'unità consisteva nella propria modesta velocità rispetto a quella ottimale per gli usi per cui era stato pensato (costieri, di ricognizione e di collegamento).
Nel primo decennio del 1900 l'unità viaggiò spesso in Mediterraneo. Nel settembre 1902 l’Agordat raggiunse Costantinopoli, dove poi tornò nel 1907, mentre il 14 aprile 1903 fu ad Algeri. Nel 1911 la nave si spinse anche nel Mar Nero, fino a Sebastopoli.
A queste missioni se ne era anche alternata una oceanica: nel 1903, infatti, la nave aveva partecipato al blocco navale anglo-italo-tedesco del Venezuela.
Il 20 maggio 1911 l'Agordat venne inviato in Crimea per riportare in Italia i resti del generale Alessandro La Marmora, fondatore dei bersaglieri, morto a Balaklava di colera nel 1855.

### La guerra italo-turca
Nel 1911-1912 la nave partecipò attivamente alle operazioni della guerra italo-turca.
Il 1º ottobre 1911 l'incrociatore bombardò con le proprie artiglierie le installazioni radio di Derna e Bengasi.
Il 3 ottobre l'unità, insieme agli incrociatori corazzati Amalfi e Pisa ed alle corazzate Vittorio Emanuele, Napoli e Roma, bombardò Tobruk costringendo la città alla resa (il 4 ottobre Tobruk fu occupata da 400 marinai).
Agordat, Pisa, Amalfi, Napoli ed alcune unità aggiuntesi (l'incrociatore corazzato San Marco, tre cacciatorpediniere e due torpediniere) furono inviate a Derna insieme a numerosi trasporti, e, il 15 ottobre, giunti nelle acque della città, ne imposero la resa; ottenuta risposta negativa, il Pisa bombardò le caserme e le fortificazioni, dopo di che, non essendoci reazione, fu inviata una scialuppa per chiedere nuovamente la resa: quando tuttavia l'imbarcazione fu fatta bersaglio del tiro di fucileria, l’Agordat e gli altri incrociatori aprirono il fuoco con i pezzi da 190 mm, distruggendo la città nel giro di mezz'ora. Alle due del pomeriggio un primo tentativo di sbarco risultò impossibile a causa del tiro di fucileria; il bombardamento proseguì sino alle quattro del pomeriggio stesso. Causa tuttavia il maltempo, fu solo il 18 che 1500 soldati poterono essere sbarcati e Derna poté essere occupata.
Il 16 gennaio 1912 l'Agordat intercettò il piroscafo francese Chartage, in navigazione da Marsiglia a Tunisi, e lo ispezionò, trovando un aereo destinato alle truppe ottomane (era infatti stata segnalata la presenza dell'aereo e del relativo pilota a bordo del piroscafo). In seguito al rifiuto, da parte del comandante del Chartage, di consegnare il velivolo, l'incrociatore dirottò la nave francese a Cagliari, da dove poi poté ripartire quattro giorni più tardi, dopo che il governo francese ebbe assicurato che l'aereo non sarebbe stato consegnato alla Turchia. Il 18 gennaio l’Agordat fermò e dirottò a Cagliari un altro piroscafo francese, il Manouba, che aveva a bordo un gruppo di 29 turchi che affermavano di essere medici ed infermieri della Mezzaluna Rossa turca: tuttavia una segnalazione riferiva che si trattava di una copertura per condurre in Tunisia ufficiali turchi che, provvisti di una notevole somma di denaro, avrebbero organizzato il contrabbando in favore della Turchia. Dato che solo 11 dei 29 ottomani risultarono identificabili come appartenenti alla Mezzaluna Rossa, la nave fu lasciata partire due giorni dopo solo previo lo sbarco dei passeggeri turchi. La vicenda del Chartage e del Manouba rischiò di scatenare un incidente diplomatico tra Italia e Francia.
Il 9 aprile 1912 l'Agordat, insieme all'incrociatore torpediniere Iride, alle vecchie corazzate Re Umberto, Sicilia e Sardegna e ad un gruppo di siluranti, appoggiò lo sbarco e l'occupazione di Macabez (costa libica, al confine con la Tunisia), centro di contrabbando per le truppe ottomane.
Nella primavera del 1912 l'incrociatore operò nell'Egeo, prendendo parte all'occupazione del Dodecaneso.
Nel gennaio 1913, diversi mesi dopo la conclusione del conflitto, l'Agordat fu inviato a Smirne, dove rimase sino a maggio in qualità di stazionario. Dal maggio al 31 ottobre 1913 fu in Cirenaica.

### La prima guerra mondiale e gli ultimi anni
Il 4 giugno 1914 l’Agordat venne riclassificato come esploratore. Durante l'estate di quell'anno la nave fu impiegata lungo le coste dell'Albania, dove le forze italiane avevano stabilito alcuni presidi.
Alla data dell'ingresso dell'Italia nella prima guerra mondiale l’Agordat aveva base a Venezia, al comando del capitano di fregata Alfredo Acton.
Lo stesso 24 maggio 1915 l'Agordat, insieme alle torpediniere Spica, Sirio, Saffo, Serpente e Scorpione, prese il mare per una prima missione di pattugliamento e blocco del Canale d'Otranto, tra Palascia e Saseno.
Nel corso del conflitto l'esploratore operò in Mediterraneo, adibito principalmente a ruoli di nave scorta. Il 24 novembre 1915 fu assegnato alla squadra anglo-francese.
Il 25 febbraio 1916 l'Agordat e l'esploratore Libia, inviati a Durazzo, rallentarono con il tiro delle proprie artiglierie l'avanzata delle truppe austro-ungariche verso la città albanese, da dove stava venendo ultimata l'evacuazione delle truppe serbe e del presidio italiano. Il 26 febbraio la nave (insieme al Libia, agli incrociatori ausiliari Città di Catania, Città di Siracusa e Città di Sassari ed all'anziano ariete torpediniere Puglia), mantenendosi alla fonda, bombardò anche le postazioni avversarie a Capo Bianco, Rasbul, quota 200, nonché le alture dei dintorni, la diga e la strada per Tirana, sempre nell'ambito delle operazioni di evacuazione di Durazzo.
Il 6 aprile 1916 l'unità prese base a Taranto, mentre il 22 ottobre 1917 fu trasferita a La Spezia.
Terminata la guerra, l'esploratore prese parte all'occupazione delle coste turche sul Mar Nero
Nel 1921 il vecchio Agordat venne riclassificato cannoniera e sottoposto a lavori di modifica che lo portarono ad avere un armamento composto da 2 cannoni da 120/40 mm ed 8 da 76/40 mm. Venne eliminato uno dei due alberi.
Ormai vecchia e del tutto superata, la nave fu radiata nel 1923 ed avviata alla demolizione.